# Список депутатів, загиблих в російсько-українській війні (Україна)
У статті наведено список військовослужбовців Сил Оборони України, загиблих у російсько-українській війні, які в цивільному житті були депутатами. Серед них четверо мають найвищу відзнаку, звання Герой України: Тарас Матвіїв, Олександр Оксанченко, Юліан Матвійчук та Костянтин Михальчук.
Список включає нардепів, депутатів місцевих та сільських рад. Партійну приналежність зазначено станом на час депутатства.

## Список загиблих
|    | Прізвище, ім'я                   | Політична партія                                                           | Посада | Підрозділ                                              | Військове звання (спеціальність)                                                              | Дата смерті          | Місце смерті                                                                                   | Джерела                     |
| -- | -------------------------------- | -------------------------------------------------------------------------- | --- | ------------------------------------------------------ | --------------------------------------------------------------------------------------------- | -------------------- | ---------------------------------------------------------------------------------------------- | --------------------------- |
| 1  | Чупилка Анатолій Михайлович      | Всеукраїнське об'єднання «Свобода»                                         | депутат Черкаської обласної ради | 90 ОАеМБ                                               | молодший сержант (заступник командира взводу, снайпер)                                        | 20 січня 2015        | Донецьк                                                                                        | [ 1 ]                       |
| 2  | Матвіїв Тарас Тарасович          | Українська Галицька партія                                                 | депутат Жидачівської районної ради (2015—2020), Львівської області                                                                                    | 24 ОМБр                                                | лейтенант (командир взводу)                                                                   | 13 липня 2020        | Троїцьке                                                                                       | [ 2 ]                       |
| 3  | Оксанченко Олександр Якович      | Сила і честь                                                               | депутат Миргородської міської ради 8-го скликання, Полтавської області                                                                                | 831 БрТА                                               | полковник, військовий льотчик                                                                 | 25 лютого 2022       | у повітряному бою над Києвом                                                                   | [ 3 ]                       |
| 4  | Козачина Максим Анатолійович     | Всеукраїнське об'єднання «Свобода»                                         | депутат Іванківської районної ради VII скликання, Київської області                                                                                   |                                                        | капелан                                                                                       | 26 лютого 2022       | село Розважів Іванківського району Київської області                                           | [ 4 ] [ 5 ]                 |
| 5  | Пономаренко Сергій Васильович    | Європейська Солідарність                                                   | депутат Богодухівської районної Ради 7-го скликання, Харківської області                                                                              | ЗСУ (підрозділ не встановлено)                         |                                                                                               | 28 лютого 2022       | поблизу Харкова                                                                                | [ 6 ]                       |
| 6  | Рудяк Тимофій Ярославович        | Європейська Солідарність                                                   | депутат Фастівської міської ради, Київської області                                                                                                   | 206-ий ОбТрО                                           | лейтенант                                                                                     | 3 березня 2022       | Київська область                                                                               | [ 7 ]                       |
| 7  | Марченко Олександр Олександрович | Всеукраїнське об'єднання «Свобода»                                         | народний депутат України 8-го скликання | 72 ОМБр                                                | старший сержант (помічник гранатометника)                                                     | 7 березня 2022       | Пуща-Водиця, Київ                                                                              | [ 8 ]                       |
| 8  | Кузенко Олег Васильович          | Всеукраїнське об'єднання «Свобода»                                         | депутат Львівської обласної ради 6-го скликання | 24 ОМБр                                                | старший солдат                                                                                | 26 березня 2022 року | Попасна                                                                                        | [ 9 ]                       |
| 9  | Ковалів Володимир Іванович       | Всеукраїнське об'єднання «Свобода»                                         | депутат Самбірської міської ради, Львівської області                                                                                                  | 103 ОБрТрО                                             | розвідник                                                                                     | 15 квітня 2022       | Харківська область                                                                             | [ 10 ]                      |
| 10 | Гончарук Віктор Васильович       | Сила і честь                                                               | депутат Новоград-Волинської районної ради, Житомирської області                                                                                       | 95 ОДШБр                                               | старший солдат                                                                                | 28 квітня 2022       | біля Харкова                                                                                   | [ 11 ] [ 12 ]               |
| 11 | Духницький Сергій Анатолійович   | Всеукраїнське об'єднання «Свобода»                                         | депутат Волинської обласної ради 7-го скликання, депутат Ковельської районної ради                                                                    | рота охорони 1-го відділу Ковельського РТЦК та СП      | командир відділення                                                                           | 24 травня 2022       | Любомль                                                                                        | [ 13 ]                      |
| 12 | Кузьмин Роман Ярославович        | Всеукраїнське об'єднання «Свобода»                                         | депутат Ланчинської селищної ради Надвірнянського району Івано-Франківської області                                                                   | 80 ОДШБр                                               | старший солдат (кулеметник)                                                                   | 3 липня 2022         | поблизу села Григорівка, Бахмутського району, Донецької області                                | [ 14 ] [ 15 ]               |
| 13 | Жеребецький Тарас Петрович       | Європейська Солідарність                                                   | депутат Львівської районної ради | 80 ОДШБр                                               | старший сержант                                                                               | 18 липня 2022        | поблизу Лисичанська                                                                            | [ 16 ]                      |
| 14 | Куцин Олег Іванович              | Всеукраїнське об'єднання «Свобода»                                         | депутат Тячівської міської ради, Закарпатської області                                                                                                | Батальйон «Карпатська Січ»                             | лейтенант, командир 49-го ОСБ ЗСУ «Карпатська Січ», керівник «Легіону Свободи»                | 19 червня 2022       | Вірнопілля, Ізюмський район Харківщини                                                         | [ 17 ]                      |
| 15 | Васюк Костянтин Іванович         | Всеукраїнське об'єднання «Свобода»                                         | депутат Калинівської міської ради (2010), Калинівської районної ради 7-го скликання (2015), Вінницької області                                        | 46 ОАеМБр                                              | десантник                                                                                     | 24 серпня 2022       | на південному напрямку                                                                         | [ 18 ] [ 19 ] [ 20 ]        |
| 16 | Грапенюк Роман Іванович          | Всеукраїнське об'єднання «Свобода»                                         | Лугівська сільська рада (села Луги й Говерла Рахівщини)                                                                                               | 128-ма окрема гірсько-штурмова бригада                 | старший солдат (стрілець-снайпер)                                                             | 30 серпня 2022       | Херсонської області                                                                            | [ 21 ] [ 22 ]               |
| 17 | Бур'янов Ігор Валерійович        | Пропозиція                                                                 | депутат Подільської районної у місті Кропивницькому ради 6, 7, 8-го скликань, Кіровоградської області                                                 | 92 ОМБр                                                | солдат-мінометник                                                                             | 5 жовтня 2022        | біля с. Орлянка, Куп'янського району, Харківської області                                      | [ 23 ] [ 24 ]               |
| 18 | Зайцев В'ячеслав Олексійович     | Європейська Солідарність                                                   | депутат Запорізької міської ради | 79 ОДШБр                                               | молодший сержант                                                                              | 5 жовтня 2022        | Донецька область                                                                               | [ 25 ] [ 26 ]               |
| 19 | Дяченко Ігор Григорович          | Всеукраїнське об'єднання «Свобода»                                         | депутат 7-го скликання Голопристанської міської ради, Херсонської області                                                                             | Карпатська Січ                                         | молодший сержант (командир відділення)                                                        | 22 жовтня 2022       | біля с. Терни, Донецької області                                                               | [ 27 ] [ 15 ]               |
| 20 | Лунь Юрій Ярославович            | Всеукраїнське об'єднання «Свобода»                                         | депутат 6-го скликання Львівської міської ради | 80 ОДШБр                                               | снайпер                                                                                       | 25 жовтня 2022       | с. Невське, Луганської області                                                                 | [ 15 ]                      |
| 21 | Сенишин Володимир Дмитрович      | Європейська Солідарність                                                   | депутат Кам'янка-Бузької районної ради 7-го скликання, Кам'янка-Бузької міської ради 8-го скликання, Львівської області                               | 24 ОМБр                                                | старший лейтенант (командир кулеметного взводу)                                               | 6 грудня 2022        | Опитне                                                                                         | [ 28 ] [ 29 ] [ 30 ]        |
| 22 | Матковський Євген Сергійович     | Всеукраїнське об'єднання «Свобода»                                         | депутат 7-го скликання Херсонської міської ради | 25 ОПДБр                                               |                                                                                               | 27 грудня 2022       | біля села Червонопопівка, Луганської області                                                   | [ 31 ]                      |
| 23 | Остапів Роман Богданович         | Європейська Солідарність                                                   | депутат Великогаївської сільської ради Тернопільського району                                                                                         | ЗСУ (підрозділ не встановлений)                        |                                                                                               | 10 січня 2023        | Донецька область                                                                               | [ 32 ]                      |
| 24 | Піщанський Аркадій Анатолійович  | Всеукраїнське об'єднання «Свобода»                                         | депутат Київської районної у місті Полтава ради двох каденцій поспіль                                                                                 | 116 ОБрТрО                                             | молодший сержант (командир відділення)                                                        | 24 січня 2023        | смертельно поранений у с. Парасковіївка, Донецької області, помер у військовому шпиталі Дніпра | [ 15 ] [ 33 ]               |
| 25 | Свінціцький Віталій Казимирович  | Народний контроль                                                          | депутат Львівської міської ради 7-го скликання | 80 ОДШБр                                               | солдат                                                                                        | 25 січня 2023        |                                                                                                | [ 34 ]                      |
| 26 | Воробйов Олександр Трохимович    | Європейська Солідарність                                                   | депутат «Європейської Солідарності» у Чорнобаївській селищній раді, Херсонської області                                                               | ДУК ПС                                                 | старший солдат                                                                                | 29 січня 2023        | Вугледар                                                                                       | [ 35 ]                      |
| 27 | Корнійчук Андрій Олександрович   | Радикальна партія Олега Ляшка                                              | депутат Костопільської міської ради, Рівненської області                                                                                              | 25 ОПДБр                                               | (гранатометник)                                                                               | 20 лютого 2023       | Червонопопівка                                                                                 | [ 36 ] [ 37 ]               |
| 28 | Кабачок Віталій Іванович         | Європейська Солідарність                                                   | депутат Полтавської обласної ради VII скликання | ЗСУ (підрозділ не встановлено)                         |                                                                                               | 3 березня 2023       | Бахмут                                                                                         | [ 38 ]                      |
| 29 | Варчук Іван Михайлович           | Аграрна партія України                                                     | депутат Сокирянської міської ради, Чернівецької області                                                                                               | 107-ї окремої бригади ТрО                              | лейтенант                                                                                     | 4 березня 2023       | Бударки                                                                                        | [ 39 ] [ 40 ]               |
| 30 | Крупа Любомир Левкович           | За майбутнє                                                                | заступник голови Тернопільської обласної ради (2015—2020), депутат Тернопільської обласної ради 7, 8-го скликань та Великоберезовицької селищної ради | 83-ий окремий батальйон 105 окремої бригади ТрО ЗСУ    | кулеметник                                                                                    | 23 березня 2023      | Куп'янський напрям, Харківської області                                                        | [ 41 ] [ 42 ]               |
| 31 | Пірус Артур Миколайович          | Українська Галицька партія                                                 | депутат міської ради Галицької Територіальної Громади, Івано-Франківської області                                                                     | 50-ий полк НГУ                                         | старший солдат                                                                                | 27 березня 2023      | у напрямку Кремінної, Луганської області                                                       | [ 43 ] [ 44 ]               |
| 32 | Вертепний Анатолій Леонідович    | Національний корпус                                                        | депутат Вигодської селищної ради, Івано-Франківської області (2018, 2022)                                                                             | 3 ОШБр                                                 | старший сержант                                                                               | 8 квітня 2023        |                                                                                                | [ 45 ] [ 46 ] [ 47 ] [ 48 ] |
| 33 | Карбан Анатолій Євгенович        | Європейська Солідарність                                                   | депутат Миргородської міської ради, Полтавської області                                                                                               | 116 ОБрТрО                                             | головний сержант (бойовий медик)                                                              | 12 квітня 2023       | Тоненьке                                                                                       | [ 49 ]                      |
| 34 | Барна Олег Степанович            | Європейська Солідарність                                                   | народний депутат Верховної Ради 8-го скликання | 68 ОЄБр                                                | старший сержант                                                                               | 17 квітня 2023       | Павлівка                                                                                       | [ 50 ] [ 51 ]               |
| 35 | Козачук Віталій Петрович         | Всеукраїнське об'єднання «Батьківщина»                                     | депутат Вишнівської сільської ради 8-го скликання Ковельського району                                                                                 | 10 ОГШБр                                               | стрілець-санітар                                                                              | 2 травня 2023        | Богданівка, Донецької області                                                                  | [ 52 ] [ 53 ] [ 54 ]        |
| 36 | Матвійчук Юліан Олександрович    | Всеукраїнське об'єднання «Свобода»                                         | голова Полтавської міської організації ВО «Свобода», депутат Полтавської міської ради 7-го скликання                                                  | Бригада НГУ «Азов»                                     | молодший сержант                                                                              | 21 травня 2023       | Дніпро (помер у лікарні від поранень, отриманих на фронті)                                     | [ 55 ]                      |
| 37 | Бобров Олександр Анатолійович    | Громадянська позиція                                                       | депутат Полонської міської ради, голова фракції, Хмельницької області                                                                                 | 47-ма окрема механізована бригада                      | кулеметник                                                                                    | 8 червня 2023        | Новоданилівка                                                                                  | [ 56 ] [ 57 ]               |
| 38 | Брезицький Євгеній Леонідович    |                                                                            | депутат Великомихайлівської сільради, Дніпропетровської області                                                                                       | ЗСУ (підрозділ на уточнено)                            | молодший сержант, командир бойової машини                                                     | до 23 червня 2023    |                                                                                                | [ 58 ]                      |
| 39 | Черніцький Андрій Леонідович     | Всеукраїнське об'єднання «Свобода»                                         | депутат Хмельницької міської ради 7-го скликання | 19 ОСБ                                                 | командир стрілецького відділення                                                              | 1 липня 2023         | Луганщина                                                                                      | [ 59 ]                      |
| 40 | Слабенко Сергій Іванович         | Наша Україна; Всеукраїнське об'єднання «Батьківщина»                       | Народний депутат України 4-го скликання; депутат Волинської обласної ради 5, 6, 7-го скликань                                                         |                                                        | підполковник                                                                                  | 4 серпня 2023        | на Запорізькому напрямку                                                                       | [ 60 ] [ 61 ]               |
| 41 | Ільницький Сергій Володимирович  | Європейська солідарність                                                   | депутат Київської міської ради | 28 ОМБр                                                | полковник, командир загону «Південь» УДА                                                      | 22 серпня 2023       | біля селища Курдюмівка, Бахмутського району, Донецької області                                 | [ 62 ]                      |
| 42 | Фоменко Роман Олексійович        | Всеукраїнське об'єднання «Свобода»                                         | депутат Васильківської районної ради 7-го скликання, Київської області                                                                                |                                                        |                                                                                               | 21 серпня 2023       | біля села Кліщіївка, Бахмутського району, Донецької області                                    | [ 63 ] [ 64 ]               |
| 43 | Гузь Кирило Ігоревич             | позапартійний, обраний від Опозиційна платформа — За життя                 | депутат Шосткинської районної ради, Сумської області                                                                                                  | 117 ОБрТрО                                             | командир розвідувального відділення, старший солдат                                           | 4 вересня 2023       | село Ямполівка, Донецької області                                                              | [ 66 ] [ 67 ]               |
| 44 | Сергійко Вадим Анатолійович      | Рідний дім                                                                 | депутат Сновської міської ради, Чернігівської області                                                                                                 | 54 ОМБр                                                | стрілець стрілецького відділення                                                              | 23 вересня 2023      | поблизу Федорівки, Донецької області                                                           | [ 69 ] [ 70 ]               |
| 45 | Ляшок Мирослав Віталійович       | Європейська солідарність                                                   | депутат Шосткинської районної ради, Сумської області                                                                                                  | ОЗСП «Азов»                                            | сержант (командир відділення взводу спецпризначення)                                          | 21 жовтня 2023       | поблизу м. Кремінна                                                                            | [ 71 ] [ 72 ]               |
| 46 | Мазурик Василь Васильович        | Всеукраїнське об'єднання «Свобода»                                         | депутат Турійської районної ради, Волинської області                                                                                                  | 14 ОМБр                                                |                                                                                               | 21 листопада 2023    | під час несення служби                                                                         | [ 73 ] [ 74 ]               |
| 47 | Іванюк Ігор В'ячеславович        | Всеукраїнське об'єднання «Свобода»                                         | депутат Жовківської районної ради (2010—2015), Дублянської міської ради (2015—2020)                                                                   | 5 ОШБр                                                 | головний сержант (командир відділення)                                                        | 29 грудня 2023       | на Бахмутському напрямку                                                                       | [ 75 ]                      |
| 48 | Ігнатьєв Георгій Олегович        | Всеукраїнське об'єднання «Батьківщина»                                     | депутат Сумської районної ради |                                                        | старший солдат (командир стрілецького відділення)                                             | 12 січня 2024        | у місті Суми                                                                                   | [ 76 ] [ 77 ] [ 78 ]        |
| 49 | Тимощук Андрій Іванович          | Всеукраїнське об'єднання «Свобода»                                         | Подільська райрада в м. Полтава | 102-га окрема бригада територіальної оборони (Україна) | старший солдат (діловод служби ракетно-артилерійського озброєння)                             | 2 січня 2024 року    | поблизу села Рибне, Запорізької області                                                        | [ 79 ] [ 80 ]               |
| 50 | Квілінський Ян Владиславович     | Всеукраїнське об'єднання «Свобода»                                         | Голова Дібрівської сільської ради (2015-2020), Полтавської області                                                                                    | ССО ЗСУ                                                | старший солдат (оператор-вогнеметник)                                                         | 23 січня 2024        | поблизу Авдіївки, Донецької області                                                            | [ 81 ]                      |
| 51 | Гиренко Володимир Миколайович    | Блок Кернеса — Успішний Харків                                             | депутат 6, 7 та 8-го скликань Люботинської міської ради, Харківська область                                                                           |                                                        | молодший сержант                                                                              | 1 лютого 2024        | село Іванівка на Куп'янському напрямку                                                         | [ 82 ] [ 83 ]               |
| 52 | Чечіль Андрій Васильович         | Всеукраїнське об'єднання «Свобода»                                         | депутат Фурсівської ОТГ, Київської області | 47 ОМБр                                                | молодший сержант (головний сержант мінометної батареї)                                        | 21 січня 2024        | поблизу селища Степове, Донецької області                                                      | [ 84 ] [ 85 ] [ 86 ]        |
| 53 | Габа Микола Іванович             | Всеукраїнське об'єднання «Свобода»                                         | депутат Бродівської міської ради, Львівської області                                                                                                  | 80 ОДШБр                                               | старший лейтенант (командир взводу ударних безпілотних авіаційних комплексів)                 | 8 лютого 2024        | Бахмутський район, Донецької області                                                           | [ 87 ]                      |
| 54 | Зеленчук Андрій Дмитрович        | Слуга народу                                                               | депутат Верховинської районної ради, Івано-Франківської області                                                                                       | 102 ОБрТрО                                             | старший сержант (головний сержант-командир розвідувального відділення розвідувального взводу) | 27 лютого 2024       | на Запорізькому напрямку                                                                       | [ 88 ] [ 89 ] [ 90 ]        |
| 55 | Соколовський Назар Остапович     | Європейська солідарність                                                   | депутат Саранчуківської сільської громади, Тернопільської області                                                                                     | ССО ЗСУ                                                | солдат                                                                                        | 1 березня 2024       | біля Глухова, Сумської області                                                                 | [ 92 ]                      |
| 56 | Бровко Ігор Олександрович        | позапартійний, обраний від Громадського руху Миколи Томенка «Рідна країна» | депутат Петрівської сільської ради, Київської області                                                                                                 | 143 ОМБр                                               | молодший сержант (командир взводу)                                                            | 1 квітня 2024        | у Донецькій області                                                                            | [ 93 ] [ 94 ]               |
| 57 | Лиманчук Євгеній Володимирович   | Всеукраїнське об'єднання «Свобода»                                         | депутат Конотопської міської ради 7-го скликання, Сумської області                                                                                    |                                                        |                                                                                               | початок квітня 2024  |                                                                                                | [ 95 ]                      |
| 58 | Кузнєцов Олександр Сергійович    | Опозиційний блок                                                           | депутат Кременчуцької районної ради 7-го скликання |                                                        | молодший сержант                                                                              | 3 травня 2024        | Нетайлове, Покровський район, Донецької області                                                | [ 97 ]                      |
| 59 | Бакун Анатолій Віталійович       | Всеукраїнське об'єднання «Свобода»                                         | депутат Покровської райради Кривого Рогу Дніпропетровської області (2014—2019)                                                                        | 129-ї бригади ТРО                                      | сапер                                                                                         | 7 травня 2024        | село Мар'їнське Криворізького району                                                           | [ 98 ]                      |
| 60 | Кравцуненко Микола Георгійович   | Опозиційна платформа — За життя                                            | депутат Ізмаїльської міської ради 8-го скликання, Одеської області                                                                                    | 21 ОМБр                                                | командир протитанкового взводу                                                                | середина травня 2024 |                                                                                                | [ 99 ] [ 100 ]              |
| 61 | Михальчук Костянтин Іванович     | Об'єднання «Самопоміч»                                                     | депутат Шепетівської міської ради 7-го скликання, Хмельницької області                                                                                | ОЦ СпО «Захід»                                         | лейтенант                                                                                     | 27 травня 2024       | на Харківському напрямку                                                                       | [ 101 ]                     |
| 62 | Тарасюк Ігор Миколайович         | Всеукраїнське об'єднання «Батьківщина»                                     | депутат Колодяжненської сільської ради, Волинської області                                                                                            | (в/ч А7038)                                            | молодший сержант (старший стрілець-оператор механізованого відділення)                        | 14 червня 2024       | поблизу села Новоолександрівка, Покровського району, Донецької області                         | [ 102 ] [ 103 ] [ 104 ]     |
| 63 | Бурко Роман Іванович             | УКРОП                                                                      | депутат Шептицької міської ради 7-го скликання, Львівської області                                                                                    | 42 ОМБр                                                | солдат (старший стрілець-снайпер механізованого відділення)                                   | 9 липня 2024         | поблизу села Стариця, Харківської області                                                      | [ 105 ] [ 106 ]             |
| 64 | Сірман Дмитро Онуфрійович        | Наша Україна                                                               | депутат Чернівецької міської ради 6-го скликання, депутат Чернівецької районної ради 4-го та 5-го скликань                                            | 116 ОМБр                                               | зв'язківець                                                                                   | 3 серпня 2024        | під Синьківкою на Куп'янському напрямку                                                        | [ 107 ] [ 108 ]             |
| 65 | Гулій Любомир Володимирович      | Всеукраїнське об'єднання «Свобода»                                         | депутат Отинійської громади Коломийського району, Івано-Франківської області                                                                          | 225 ОШБ                                                | молодший сержант (командир штурмового відділення)                                             | 14 вересня 2024      | Новий Путь, Курської області                                                                   | [ 109 ]                     |
| 66 | Рябошлик Олександр Володимирович | УКРОП                                                                      | депутат Черкаської обласної ради 7-го скликання |                                                        | молодший лейтенант                                                                            | 24 жовтня 2024       | у шпиталі від поранень, отриманих 2 вересня 2024 року на околицях Торецька, Донецької області  | [ 110 ] [ 111 ]             |
| 67 | Применко Сергій Олександрович    | безпартійний, обраний від Слуги народу                                     | депутат Глеюватської сільської ради, Дніпропетровської області                                                                                        |                                                        |                                                                                               | 8 листопада 2024     | на Донецькому напрямку                                                                         | [ 112 ] [ 113 ]             |
| 68 | Коваль Михайло Олегович          | позапартійний, обраний від партії «Довіра»                                 | депутат Чортківської районної ради, Тернопільської області                                                                                            | 63 ОМБр                                                | майор (командир 55-го батальйону)                                                             | 12 січня 2025        | у селищі Ямпіль, Донецької області                                                             | [ 114 ] [ 115 ]             |
| 69 | Сухина Василь Васильович         | Європейська Солідарність                                                   | депутат Богодухівської районної ради 8-го скликання, Харківської області                                                                              | 92 ОШБр                                                | (у мобільній групі ППО)                                                                       | 25 січня 2025        | у шпиталі                                                                                      | [ 116 ] [ 117 ]             |
| 70 | Савченко Сергій Володимирович    | Всеукраїнське об'єднання «Свобода»                                         | депутат Кіровоградська обласна рада VII скликання; Олександрівської ОТГ 2020-2025рр                                                                   | 4 БрОП «Рубіж», батальйон «Сила Свободи»               | старший лейтенант                                                                             | 31 січня 2025        | від FPV-дрона в Донецькій області                                                              | [ 118 ]                     |
| 71 | Соловйов Ігор Юрійович           | Всеукраїнське об'єднання «Батьківщина»                                     | депутат Березівської районної ради трьох скликань, Одеської області                                                                                   | 35 ОБрМП                                               | майор                                                                                         | 5 лютого 2025        | Донецька область                                                                               | [ 119 ]                     |
| 72 | Семенов Валерій Сергійович       | Голос                                                                      | депутат Славутицької міської ради, Київської області                                                                                                  | 72 ОДШБр                                               | солдат                                                                                        | 12 березня 2025      | на Покровському напрямку                                                                       | [ 120 ] [ 121 ]             |
| 73 | Пшеничний Антон                  | Слуга народу                                                               | депутат Бердянської міської ради, Запорізької області                                                                                                 | Штурмовий полк «Сафарі», ОШБ НПУ «Лють»                |                                                                                               | 13 березня 2025      | у Торецьку                                                                                     | [ 122 ] [ 123 ]             |
| 74 | Кукушкін Олег Юрійович           | Всеукраїнське об'єднання «Батьківщина»                                     | депутат Біляївської міської ради, Одеської області |                                                        | командир взводу розвідки та коригування (БПЛА)                                                | 17 березня 2025      | поблизу села Камінь, Чернігівської області                                                     | [ 124 ] [ 125 ]             |
| 75 | Лютенко Яків Олександрович       | Слуга народу                                                               | депутат Соледарської міської ради двох скликань, Донецької області                                                                                    |                                                        | молодший сержант                                                                              | 4 квітня 2025        | на Запорізькому напрямку                                                                       | [ 126 ] [ 127 ]             |
| 76 | Остапчук Ігор Олексійович        | Всеукраїнське об'єднання «Свобода»                                         | депутат Корольовської районної ради VII скликання, Житомирської області                                                                               | 79 ОДШБр                                               | солдат                                                                                        | 6 квітня 2025        | Курська область                                                                                | [ 128 ]                     |
| 77 | Кладієнко Олександр Іванович     |                                                                            | депутат Вишгородської міської ради 7, 8-го скликань, Київської області                                                                                | 4 БрОП «Рубіж», батальйон «Свобода»                    |                                                                                               | 14 квітня 2025       | на Східному фронті                                                                             | [ 129 ]                     |
| 78 | Гудим Роман Іванович             | За майбутнє                                                                | депутат Оваднівської сільської ради 8-го скликання, Волинської області                                                                                |                                                        |                                                                                               | 2 червня 2025        | у районі села Ступочки, Донецької області                                                      | [ 130 ] [ 131 ]             |
| 79 | Внучко Сергій Якович             | самовисування                                                              | депутат Михайлівської сільської ради 8-го скликання, Полтавської області                                                                              | 93 ОМБр                                                |                                                                                               | 11 липня 2025        | на Донецькому напрямку                                                                         | [ 132 ] [ 133 ]             |
| 80 | Савенко Валерій Анатолійович     | Всеукраїнське об'єднання «Батьківщина»                                     | депутат Новоукраїнської районної ради 8-го скликання, Кіровоградської області                                                                         | інженерно-саперний батальйон                           | очолював фінансово-економічну службу                                                          | кінець липня 2025    | на Кіровоградщині                                                                              | [ 134 ]                     |